# 215 (nombre)
Cet article concerne le nombre 215. Pour l'année, voir 215.
215 (deux cent quinze) est l'entier naturel qui suit 214 et qui précède 216.

## En mathématiques
Deux cent quinze est un nombre uniforme en base 6 (555).

## Dans d'autres domaines
- Interstate 215 (Californie) : route secondaire de l'Interstate 15.
- Route 215 .